# Starobil's'k
Starobil's'k (in ucraino Старобільськ?; in russo Старобельск?, Starobel'sk)  è una città  dell'Ucraina (15 947 abitanti) situata nel distretto di Starobil's'k,  nell'oblast' di Luhans'k. Ospita l'amministrazione del distretto di Starobil's'k e della comunità territoriale di Starobil's'k, una delle comunità territoriali dell'Ucraina.

## Geografia fisica
Situata nella parte centro-meridionale dell'oblast' di Luhans'k, la città sorge sulle sponde del fiume Ajdar, il cui livello dell'acqua è controllato da una diga.

## Storia
L'insediamento fu fondato nel 1686 come sloboda Bil's'ka dai cosacchi provenienti da Bil's'k (nell'odierna oblast' di Poltava). Fu ribattezzata successivamente Starobil'ske, Stara Bila e infine nel 1797, con l'ottenimento dello status di città, in Starobil's'k.
Nel 1918 la città fu al centro di numerosi scontri tra la Repubblica Popolare Ucraina e i Cosacchi del Don dell'atamano Pëtr Krasnov e per oltre un decennio fu centro del movimento insurrezionale contadino della regione contro le autorità sovietiche. L'Holodomor degli anni '30 annientò quasi completamente la popolazione di Starobil's'k.
Nel 1939 nell'ambito dell'invasione sovietica della Polonia fu allestito un campo di detenzione per polacchi presso il monastero femminile.
Nell'ambito della guerra del Donbass la città non è stata inizialmente teatro di particolari scontri; nel settembre 2014 vi è stata evacuata l'Università Taras Ševčenko di Luhans'k.
Nel dicembre 2014 un ordigno è esploso in un cassonetto, provocando il ferimento di due persone mentre nel febbraio 2016 il sindaco Volodymyr Žyvaha è stato assassinato.
Nell'ambito dell'invasione russa dell'Ucraina del 2022 la città è stata occupata dalle truppe della Repubblica Popolare di Lugansk. Dopo l'occupazione alcuni residenti avrebbero protestato contro gli occupanti filo-russi, sostituendo la bandiera dell'autoproclamata repubblica separatista con quella ucraina; per tutta risposta i miliziani avrebbero sparato in aria per disperdere i manifestanti.